# Assimilatie (psychologie)
Assimilatie is een begrip uit de ontwikkelingspsychologie van de Zwitserse psycholoog Jean Piaget. Assimilatie staat voor het incorporeren van wat waargenomen wordt in een bestaand handelingsschema.
Voorbeeld: een kind heeft geleerd dat een hond een dier is, als hij ontdekt dat ook katten dieren zijn, wordt "kat" ondergebracht in het schema "dier". Kat wordt dus geassimileerd in het schema dier.
Assimilatie en accommodatie zijn adaptieve processen.